# Hal Abelson
Harold Abelson, detto Hal, (26 aprile 1947) è un informatico statunitense, professore di informatica e ingegneria presso il Dipartimento di ingegneria elettrica e informatica del Massachusetts Institute of Technology (MIT), membro dell'Institute of Electrical and Electronics Engineers (IEEE) e direttore fondatore sia di Creative Commons che della Free Software Foundation.
Ha diretto la prima implementazione del linguaggio Logo per l'Apple II, che ha reso il linguaggio ampiamente disponibile sui personal computer a partire dal 1981; e ha pubblicato un libro ampiamente venduto su Logo nel 1982. Insieme a Gerald Jay Sussman, Abelson ha sviluppato l'argomento introduttivo di informatica del MIT, The Structure and Interpretation of Computer Programs (chiamato dal numero del corso, 6.001), un argomento organizzato attorno all'idea che un il linguaggio del computer è principalmente un mezzo formale per esprimere idee sulla metodologia, piuttosto che solo un modo per ottenere un computer per eseguire operazioni. Abelson e Sussman collaborano anche alla co-direzione del progetto MIT su matematica e calcolo. Il progetto MIT OpenCourseWare (OCW) è stato guidato da Abelson e da altri docenti del MIT.
Abelson ha condotto un'indagine interna sulle scelte e sul ruolo della scuola nell'accusa di Aaron Swartz da parte del Federal Bureau of Investigation (FBI), che ha concluso che il MIT non ha fatto nulla di sbagliato legalmente, ma ha raccomandato al MIT di prendere in considerazione la possibilità di modificare alcune delle sue politiche interne.